# Artikel 12 des Grundgesetzes für die Bundesrepublik Deutschland
Der Artikel 12 des deutschen Grundgesetzes (GG) befindet sich im ersten Abschnitt des Grundgesetzes, der die Grundrechte gewährleistet. Er gewährleistet mehrere berufsbezogene Freiheiten, in deren Mittelpunkt die Berufsfreiheit steht. Hiernach haben alle Deutschen das Recht, Beruf, Arbeitsplatz und Ausbildungsstätte frei zu wählen und ihren Beruf frei auszuüben. Das Grundrecht schützt den Bürger vor hoheitlichen Eingriffen in diese Freiheitssphäre, womit es ein Freiheitsrecht darstellt. Zugleich verpflichtet Art. 12 GG den Staat, die notwendigen Voraussetzungen bereitzustellen, damit die Berufsfreiheit effektiv wahrgenommen werden kann.
Weitere Freiheitsrechte enthalten Art. 12 Absatz 2 und 3 GG. Diese schützen alle Menschen in Deutschland vor Arbeitszwang und Zwangsarbeit.

## Normierung
Art. 12 GG lautet seit seiner letzten Veränderung vom 24. Juni 1968 wie folgt:

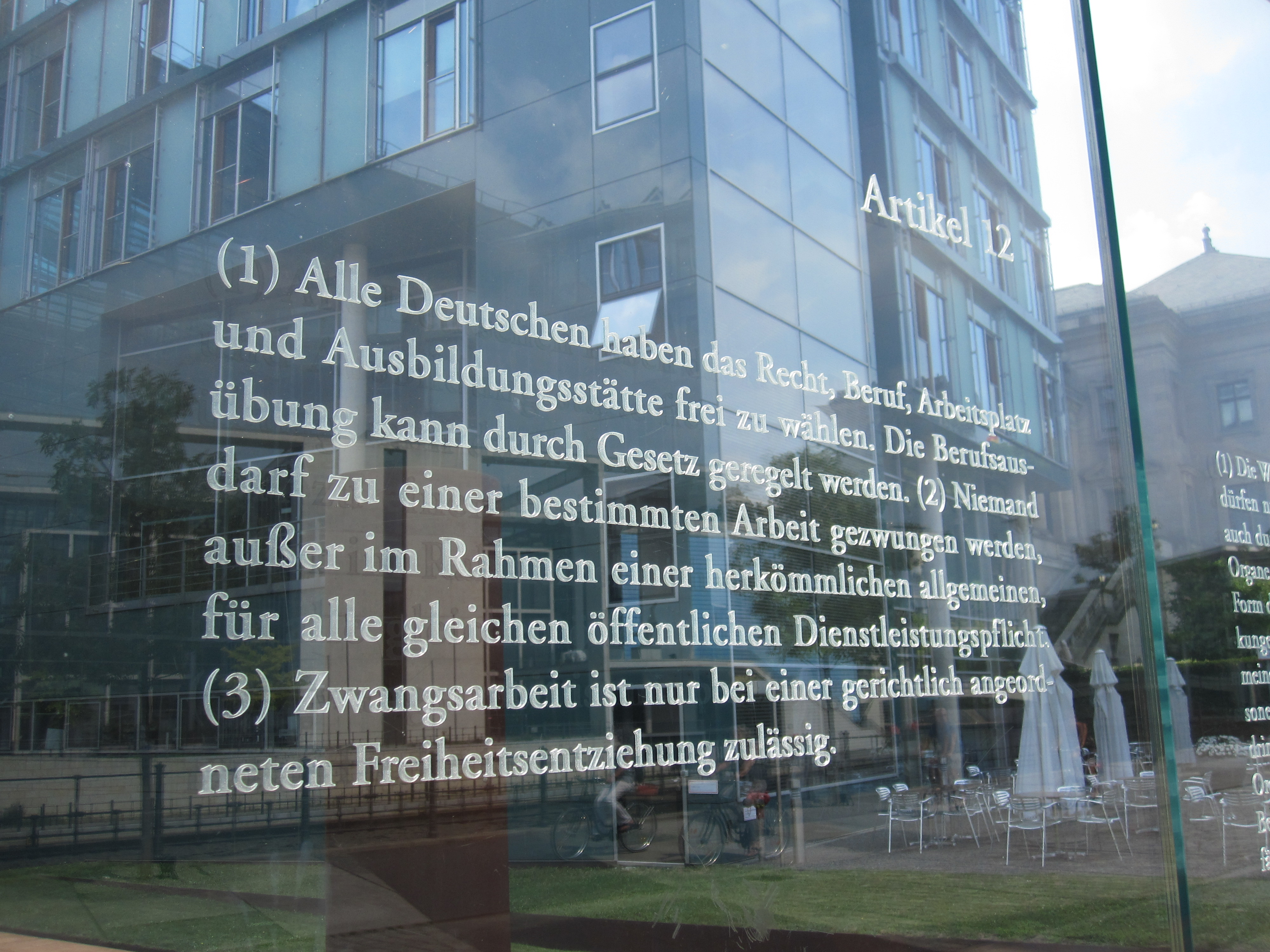
Artikel 12 des Grundgesetzes – eine Arbeit von Dani Karavan an den Glasscheiben zur Spreeseite beim Jakob-Kaiser-Haus des Bundestages in Berlin

(2) Niemand darf zu einer bestimmten Arbeit gezwungen werden, außer im Rahmen einer herkömmlichen allgemeinen, für alle gleichen öffentlichen Dienstleistungspflicht.
Art. 12 Absatz 1 GG garantiert allen Deutschen die Freiheit der Wahl von Beruf, Arbeitsplatz und Ausbildungsstätte sowie die Freiheit der Berufsausübung. Dieses Grundrecht dient vorrangig der Abwehr hoheitlicher Eingriffe in die genannten Freiheiten. Seine einzelnen Gewährleistungen bilden die Freiheit des Berufs. Diese gewährleistet das Recht, jede Arbeit als Beruf zu ergreifen und zur Grundlage der eigenen Lebensführung zu machen. Wegen dieser Gewährleistung stellt die Berufsfreiheit eine Grundlage der freien Marktwirtschaft dar.
Darüber hinaus gibt die Berufsfreiheit dem Gesetzgeber mehrere Schutz- und Gestaltungsaufträge, die sicherstellen sollen, dass der Grundrechtsträger die Freiheit des Berufs effektiv wahrnehmen kann. In Verbindung mit dem allgemeinen Gleichheitssatz (Art. 3 Absatz 1 GG) und dem Sozialstaatsprinzip (Art. 20 Absatz 1 GG) folgt aus der Berufsfreiheit beispielsweise der Anspruch auf gleichberechtigte Teilhabe bei der Verteilung begrenzter Ressourcen durch die öffentliche Hand, die einen Bezug zum Berufsleben aufweisen. Von Bedeutung ist dies etwa bei der Vergabe von Studienplätzen oder staatlicher Konzessionen. Darüber hinaus beeinflusst die Berufsfreiheit die Ausgestaltung berufsrelevanter Staatsprüfungen, etwa dem Staatsexamen oder einer Aufnahmeprüfung. Die Berufsfreiheit wirkt schließlich mittelbar auf das Zivilrecht ein. Sie kann beispielsweise gebieten, dass der Gesetzgeber Vorkehrungen zum Schutz der Berufsfreiheit gegen vertragliche Beschränkungen schafft, etwa wenn es an einem Kräftegleichgewicht der Parteien fehlt. Auch gewährleistet sie das Bestehen eines hinreichenden Schutzes von Arbeitnehmern, etwa im Kündigungsrecht.
In einem engen Zusammenhang zur Freiheit des Berufs stehen die Freiheitsrechte des Art. 12 Absatz 2, 3 GG. Diese garantieren für jedermann die Freiheit von Arbeitszwang und Zwangsarbeit. Diese Bestimmungen schuf der Verfassungsgeber angesichts der Zwangsarbeit im Nationalsozialismus und der sich abzeichnenden kommunistischen Planwirtschaft in Ostdeutschland.

## Entstehungsgeschichte

### Vor der Weimarer Reichsverfassung (WRV)
Die Freiheit von Berufswahl und Berufsausübung wurde ansatzweise in einigen Verfassungen der deutschen Teilstaaten kodifiziert. Die Gewerbefreiheit wurde im Rahmen der preußischen Reformen 1810 in Preußen eingeführt. Ähnliche Regelungen enthielten § 29 der Verfassung des Königreich Württemberg vom 25. September 1819 sowie Art. 36 der Verfassungsurkunde des Großherzogtums Hessen vom 17. Dezember 1820.
Die Paulskirchenverfassung vom 28. März 1849 bestimmte in § 158, dass jeder nach seinem Belieben einen Beruf wählen und sich zu diesem ausbilden lassen durfte. Im Zusammenhang mit § 133 Absatz 1, der die wirtschaftliche Freizügigkeit gewährleistete, enthielt die Paulskirchenverfassung somit eine Gewährleistung der Berufsfreiheit.
Die Paulskirchenverfassung entfaltete aufgrund des Widerstands zahlreicher deutscher Staaten keine rechtliche Wirkung, weswegen der Schutz der Berufsfreiheit weiterhin individuell durch die deutschen Teilstaaten ausgestaltet wurde. in der Gewerbeordnung des Norddeutschen Bunds von 1869 vom 21. Juni 1869 garantierte der Gesetzgeber für die Selbstständigen die Gewerbefreiheit. Diese schützt das Recht, sich gewerblich zu betätigen. Die Gewerbeordnung galt mit ihrem Schutz der Gewerbefreiheit im Deutschen Kaiserreich fort. Ein verfassungsrechtlicher Schutz der Berufsfreiheit erfolgte jedoch nicht, da die Bismarcksche Reichsverfassung keine Grundrechte normierte.

### Weimarer Reichsverfassung
Die Weimarer Reichsverfassung vom 11. August 1919 enthielt in Art. 111 die Garantie der wirtschaftlichen Freizügigkeit, aus der die Rechtswissenschaft die Freiheit der Berufswahl ableitete. In Art. 151 Absatz 3 WRV wurde zudem die Freiheit des Handels und Gewerbes nach Maßgabe der Reichsgesetze gewährleistet. Diese Norm bezog sich auf die Zulassung und die Ausübung eines Gewerbes und ging insofern über die Regelung der fortgeltenden Gewerbeordnung hinaus.
In der Weimarer Reichsverfassung war zudem neben der klassischen Grundrechtsgewährleistung in den Art. 151 bis 165 eine Regelung über „Das Wirtschaftsleben“ getroffen: Art. 157 Absatz 1 WRV stellte die Arbeitskraft unter den besonderen Schutz des Reiches. Gemäß Art. 163 Absatz 2 WRV sollte jedem Deutschen zudem die Möglichkeit gegeben werden, durch wirtschaftliche Arbeit seinen Unterhalt zu erwerben. Diese Aussagen betrachtete die Rechtswissenschaft jedoch lediglich als Programmsätze, die zur Umsetzung allein schon wegen ihrer Unbestimmtheit wenig geeignet waren.

### Grundgesetz
Der Parlamentarische Rat, der das Grundgesetz zwischen 1948 und 1949 entwickelte, orientierte sich bei der Ausarbeitung des Grundrechts der Berufsfreiheit an Art. 111 WRV. Da die Berufsfreiheit im engen Zusammenhang zur Freizügigkeit stand, plante er anfänglich, die Freizügigkeit gemeinsam mit der Berufsfreiheit zu regeln. Dies gab er jedoch später auf, sodass die Freizügigkeit in Art. 11 GG eine eigenständige Norm erhielt, während die Berufsfreiheit in Art. 12 GG geregelt wurde.
Art. 12 GG lautete in seiner Fassung vom 24. Mai 1949 wie folgt:
(2) Niemand darf zu einer bestimmten Arbeit gezwungen werden, außer im Rahmen einer herkömmlichen allgemeinen, für alle gleichen öffentlichen Dienstleistungspflicht.
(3) Zwangsarbeit ist nur bei einer gerichtlich angeordneten Freiheitsentziehung zulässig.
Erstmals geändert wurde Art. 12 GG nach Inkrafttreten des Grundgesetzes im Rahmen der Einführung der Wehrpflicht: Mit Wirkung zum 22. März 1956 fügte der Gesetzgeber in Art. 12 Absatz 2 GG die Möglichkeit ein, bei Verweigerung des Wehrdiensts aus Gewissensgründen einen Ersatzdienst für die Dauer des Wehrdiensts anzuordnen. Ferner verbot er ausdrücklich, Frauen zur Tätigkeit im Verband der Streitkräfte oder zum Waffendienst heranzuziehen.
Die neu eingefügten Bestimmungen wurden mit Wirkung zum 28. Juni 1968 aus Art. 12 GG entfernt. Weiterhin erweiterte der Gesetzgeber Art. 12 Absatz 1 GG um die Möglichkeit, die Berufsfreiheit aufgrund eines Gesetzes einzuschränken. Dies ermöglichte den Grundrechtseingriff nicht nur durch Parlamentsgesetz, sondern auch durch rein materielles Recht, etwa eine Rechtsverordnung.

## Berufsfreiheit

### Schutzbereich
Die Berufsfreiheit schützt den Bürger vor Beschränkungen seines Rechts, über berufsbezogene Aspekte frei zu bestimmen. Hierzu gewährleistet sie eine Freiheitssphäre, in die Hoheitsträger nur unter bestimmten Voraussetzungen eingreifen dürfen. Diese Sphäre wird als Schutzbereich bezeichnet. Sofern der Hoheitsträger in diesen eingreift und dies verfassungsrechtlich nicht gerechtfertigt ist, verletzt er hierdurch die Berufsfreiheit.
Die Rechtswissenschaft unterscheidet zwischen dem persönlichen und dem sachlichen Schutzbereich. Der persönliche Schutzbereich bestimmt, wer durch das Grundrecht geschützt wird. Der sachliche Schutzbereich bestimmt, welche Freiheiten durch das Grundrecht geschützt werden.

#### Persönlich

##### Natürliche Personen
Art. 12 Absatz 1 GG gewährleistet die Berufsfreiheit für Deutsche, weswegen es sich diesem Grundrecht um ein Deutschenrecht handelt. Als Deutsche gelten alle deutschen Staatsbürger nach Maßgabe von Art. 116 Abs. 1 GG. Die Berufstätigkeit von Ausländern wird daher nicht durch Art. 12 GG, sondern durch das Grundrecht der allgemeinen Handlungsfreiheit (Art. 2 Absatz 1 GG) geschützt.
Umstritten ist in der Rechtswissenschaft, ob sich Bürger aus anderen Mitgliedstaaten der Europäischen Union auf Art. 12 Absatz 1 GG berufen können. Nach einer Ansicht gebietet das Diskriminierungsverbot des Art. 18 des Vertrags über die Arbeitsweise der Europäischen Union (AEUV), dass Unionsbürger im Rahmen der Deutschenrechte als Deutsche behandelt werden, sodass sie durch Art. 12 Absatz 1 GG geschützt werden. Die Gegenauffassung geht davon aus, dass dies dem eindeutigen Wortlaut der Deutschenrechte widerspricht. Die durch Art. 18 AEUV gebotene Gleichbehandlung lasse sich dadurch gewährleisten, dass die Wertungen des Art. 12 Absatz 1 GG bei der Anwendung von Art. 2 Absatz 1 GG auf EU-Ausländer Anwendung finden. Das Bundesverfassungsgericht hat sich zu dieser Frage noch nicht eindeutig positioniert.

##### Personenvereinigungen
Inländische Personenvereinigungen, insbesondere juristische Personen des Privatrechts, können nach Maßgabe von Art. 19 Absatz 3 GG Träger der Berufsfreiheit sein. Eine juristische Person ist inländisch, wenn sich ihr tatsächlicher Handlungsmittelpunkt im Gebiet der Bundesrepublik befindet. Die berufliche Tätigkeit ausländischer juristischen Personen wird gemäß Art. 19 Absatz 3 GG nicht durch Art. 12 Absatz 1 GG geschützt. Eine Sonderstellung nehmen auch hier Vereinigungen ein, die im EU-Ausland ansässig sind: Sofern diese in Deutschland tätig sind, können sie sich nach der Rechtsprechung des Bundesverfassungsgerichts wie inländische Vereinigungen auf Deutschenrechte wie Art. 12 Absatz 1 GG berufen.
Damit einer Vereinigung die Berufsfreiheit zur Seite steht, muss sie sich in einer grundrechtstypischen Gefährdungslage befinden. Dies ist der Fall, wenn sie eine Tätigkeit ausübt, die zu Erwerbszwecken dient. Eine Sonderstellung nehmen hierbei Körperschaften des öffentlichen Rechts ein: Da sie als Teil der öffentlichen Hand bereits Grundrechtsverpflichtete sind, können sie nicht zugleich Grundrechtsträger sein. Daher werden sie nicht durch die Berufsfreiheit geschützt. Umstritten ist in diesem Zusammenhang die Einordnung von Vereinigungen, die sich teilweise in hoheitlicher, teilweise in privater Hand befinden.

#### Sachlich

##### Berufswahl und Berufsausübung
Der sachliche Schutzbereich der Berufsfreiheit umfasst mehrere Freiheiten, die im Zusammenhang mit beruflicher Tätigkeit stehen. Unter einem Beruf versteht die Rechtswissenschaft eine auf Dauer angelegte Tätigkeit, durch die eine Lebensgrundlage geschaffen und erhalten wird. Dies trifft insbesondere auf Berufe zu, die sich Berufsbildern zuordnen lassen. Allerdings beschränkt sich Art. 12 GG nicht auf bestehende Berufsbilder, sondern erfasst jede berufliche Betätigung, sodass er auch neu erfundene Berufe schützt.
Nicht erforderlich ist nach vorherrschender Auffassung in der Rechtswissenschaft, dass es sich bei der Tätigkeit um eine erlaubte handelt. Andernfalls könnte der Gesetzgeber Grundrechtsträgern durch das Verbot eines Berufs den Schutz der Berufsfreiheit entziehen. Keinen Schutz genießen allerdings beruflich ausgeübte Tätigkeiten, die ihrem Wesen nach sozial- oder gemeinschädlich sind, etwa die Betätigung als Drogenhändler. Die Berufsfreiheit schützt auch staatlich gebundene Berufe, beispielsweise den Notar oder den öffentlich bestellten Sachverständigen. Auch die Beschäftigung im Dienst eines Hoheitsträgers wird durch Art. 12 GG geschützt, wobei dieser Schutz durch den spezielleren Art. 33 GG überlagert wird.
Der Wortlaut des Art. 12 Absatz 1 GG unterscheidet zwischen der Freiheit der Wahl eines Berufs und der Freiheit seiner Ausübung. Beide Gewährleistungen überschneiden sich aufgrund ihres engen Zusammenhangs: Die freie Berufswahl realisiert sich in der Berufsausübung. Regelungen zur Berufsausübung beeinflussen im Gegenzug oft die freie Berufswahl. Daher betrachtet die Rechtswissenschaft die Freiheiten zur Berufswahl und zur Berufsausübung seit dem grundlegenden Apotheken-Urteil des Bundesverfassungsgerichts von 1958 als Ausprägungen eines einheitlichen Grundrechts der Berufsfreiheit. Dieses schützt alle Handlungen, die einen Zusammenhang zu beruflicher Tätigkeit aufweisen, etwa das eigenverantwortliche Leiten eines Betriebs, das Abschließen von Verträgen und die Darstellung des eigenen Berufs nach außen hin.
Grundsätzlich keinen Schutz durch Art. 12 GG erfahren Wettbewerbschancen und Erwerbsaussichten. Die Berufsfreiheit erlaubt die Teilhabe am freien Wettbewerb, bezweckt jedoch nicht den Schutz von Positionen innerhalb des freien Markts.

##### Wahl des Arbeitsplatzes
Art. 12 Absatz 1 GG schützt darüber hinaus die freie Wahl des Arbeitsplatzes, da diese einen engen Bezug zur Freiheit von Berufswahl und -Ausübung aufweist. Der Grundrechtsträger besitzt somit das Recht, frei zu wählen, an welchem Ort er beruflich tätig sein will. Da die freie Wahl des Arbeitsplatzes eng mit der Freiheit der Berufsausübung verbunden ist, besitzt sie kaum eigenständige Bedeutung.

##### Wahl der Ausbildungsstätte
Ebenfalls unter den Schutzbereich des Art. 12 GG fällt die freie Wahl der Ausbildungsstätte. Hierzu zählen aufgrund des thematischen Kontexts Einrichtungen, die eine berufsbezogene Ausbildung vermitteln. Nicht durch das Recht auf freie Wahl der Ausbildungsstätte geschützt werden daher die Ausbildung in allgemeinbildenden Schulen sowie ein Studium, welches eine bloße Freizeitbeschäftigung ohne berufliche Zweckbestimmung darstellt.
Da viele Berufe den Abschluss eines Studiums voraussetzen, leitet die Rechtsprechung aus dem Grundrecht der Berufsfreiheit sowie dem allgemeinen Gleichbehandlungsgrundsatz (Art. 3 Absatz 1 GG) und dem Sozialstaatsprinzip (Art. 20 Absatz 1 GG) einen Anspruch auf Zulassung zum Studium im Rahmen der verfügbaren Kapazitäten ab. Diesem Anspruch wird ein Vergabeverfahren gerecht, das allen Bewerbern gleiche Chancen auf das Erlangen eines Studienplatzes einräumt. Insofern handelt es sich bei der Berufsfreiheit auch um ein Teilhaberecht. Einen Anspruch auf Bereitstellung eines Studienplatzes enthält das Grundrecht allerdings nicht. Es verpflichtet auch nicht zur hoheitlichen Förderung der Finanzierung eines Studiums. Studiengebühren sind als potentielles Hindernis für ein Studium zulässig, sofern sie sozial verträglich ausgestaltet sind und nicht die Gefahr bergen, dass sie vom Ergreifen eines Studiums abschrecken.
Ebenfalls verpflichtet die Berufsfreiheit den Staat dazu, Prüfungen mit Bedeutungen für das Berufsleben so auszugestalten, dass alle Teilnehmer eine faire Chance auf ein erfolgreiches Absolvieren haben. Hierzu müssen Prüfungen einen inhaltlichen Bezug zum Prüfungszweck besitzen. Als Verstoß hiergegen bewertete die Rechtsprechung beispielsweise allgemeine Fragen zum Staat Mali im Rahmen einer juristischen Prüfung. Weiterhin muss das Prüfungsverfahren transparent gestaltet sein. So muss beispielsweise ein Prüfling über mögliche Sanktionen von Fehlverhalten informiert werden. Weiterhin gebietet Art. 12 GG den Ausgleich von Behinderungen im Rahmen des Prüfungsverfahrens, etwa durch Legasthenie.

#### Grundrechtskonkurrenzen
Sofern in einem Sachverhalt der Schutzbereich mehrerer Grundrechte betroffen ist, stehen diese zueinander in Konkurrenz.
Von der Eigentumsgarantie (Art. 14 GG) unterscheidet sich die Berufsfreiheit dadurch, dass sie den Erwerb schützt, während sich Art. 14 GG auf den Schutz des Erworbenen bezieht. Sofern sich deren Schutzbereiche überschneiden, ist der Schwerpunkt der eingreifenden Regelung ausschlaggebend. Ein Rauchverbot bestimmt zwar auch über die Nutzung des Eigentums an einer Gaststätte, der Schwerpunkt eines solchen Verbots liegt indessen in der Regelung der Berufsausübung, sodass nicht Art. 14 GG, sondern Art. 12 GG einschlägiges Grundrecht ist. Umstritten ist die Behandlung berufsbezogener Werbung. Nach einer Auffassung fällt diese nicht unter Art. 12 GG, sondern unter die Kommunikationsgrundrechte des Art. 5 GG. Das Bundesverfassungsgericht ordnet Werbung demgegenüber meist der Berufsfreiheit zu. Einen Schutz durch die Berufsfreiheit nimmt es lediglich in Fällen an, in denen die Werbung über die Werbefunktion hinaus der Kommunikation dient.
Sofern die betroffene berufliche Tätigkeit zumindest überwiegend hoheitlich geprägt ist, geht der den Staatsdienst regelnde Art. 33 GG als spezielleres Grundrecht der Berufsfreiheit vor. Art. 12 GG verdrängt die Garantie der allgemeinen Handlungsfreiheit (Art. 2 Absatz 1 GG) als speziellere Regelung.

### Eingriff
Ein Eingriff liegt vor, wenn der Gewährleistungsinhalt eines Grundrechts durch hoheitliches Handeln verkürzt wird. Dies trifft beispielsweise zu, wenn der Gesetzgeber regelt, ob und wie eine bestimmte berufliche Tätigkeit auszuüben ist. Um solche Eingriffe handelt es sich etwa bei Werbeverboten und -beschränkungen, wie sie häufig für Angehörige der freien Berufe bestehen. So erlaubt § 43b der Bundesrechtsanwaltsordnung beispielsweise Anwälten nur Werbung, die über die berufliche Tätigkeit des Anwalts sachlich unterrichtet und nicht auf die Erteilung eines Auftrags im Einzelfall gerichtet ist. Eine ähnliche Regelung findet sich für Steuerberater in § 57a des Steuerberatungsgesetzes. Weitere Eingriffe in die Berufsfreiheit stellen Altersgrenzenregelungen dar.
Neben diesen unmittelbaren Grundrechtseingriffen können auch Maßnahmen Eingriffsqualität besitzen, die sich lediglich mittelbar auf die Berufsfreiheit auswirken. Hierzu zählen Maßnahmen, die keine Beschränkung der Berufsfreiheit bezwecken, jedoch faktisch zu einer solchen führen. Dies trifft auf zahlreiche Regulierungen zu. Um Sachverhalte mit geringem Bezug zum Beruf aus dem Anwendungsbereich der Berufsfreiheit herauszunehmen, fordert die Rechtsprechung, dass ein lediglich mittelbarer Grundrechtseingriff eine objektiv berufsregelnde Tendenz aufweisen muss. Dies trifft auf Maßnahmen zu, die sich typisch und vorhersehbar auf das Berufsleben auswirken. Ebenfalls muss die Beeinträchtigung der Berufsfreiheit eine gewisse Erheblichkeit aufweisen. So verhält es sich beispielsweise bei kommunalen Wildtierverboten für Zirkusbetriebe, die zwar vorrangig dem Tierschutz dienen, allerdings auch die freie Berufstätigkeit der Zirkusbetreiber beschneiden.
Umstritten ist in der Rechtswissenschaft, ob staatliche Produktinformationen und -warnungen einen Eingriff in die Berufsfreiheit darstellen. Der Streit entzündete sich anlässlich des Glykolwein-Skandals. In diesem Zusammenhang gab die Bundesregierung eine Liste heraus, die alle Weine aufzählte, in denen Diethylenglykol gefunden wurde, und deren Abfüller benannte. Dies bewerteten zahlreiche Rechtswissenschaftler als einen Eingriff in die Berufsausübungsfreiheit der Abfüller, der mangels einer Rechtsgrundlage verfassungswidrig war. Das Bundesverfassungsgericht folgte den kritischen Stimmen nicht: Es urteilte, dass der Staat nicht in die Berufsfreiheit eingreife, wenn er marktbezogene Informationen veröffentlicht, da die Berufsfreiheit nicht vor sachlicher und wahrheitsgemäßer Information schütze. Daher bedürfe es keiner Norm, die einen Eingriff in die Berufsfreiheit explizit erlaubt.
Beeinflusst ein Hoheitsträger den freien Wettbewerb, greift er hierdurch grundsätzlich nicht in Art. 12 GG ein, da diese Norm nicht dem Schutz von Wettbewerbspositionen dient, sondern lediglich die freie Berufswahl als Grundlage des freien Wettbewerbs schützt. Führt staatliches Handeln allerdings zur Benachteiligung einzelner Marktteilnehmer gegenüber ihren Konkurrenten, besitzt dies Eingriffsqualität, wenn der Staat hierbei mit objektiv berufsregelnder Tendenz handelt.
Strittig ist, inwieweit die Beteiligung von Hoheitsträgern am freien Markt einen Eingriff in die Berufsfreiheit darstellt. Nach vorherrschender Auffassung in der Rechtswissenschaft trifft dies grundsätzlich nicht zu, da die Berufsfreiheit ein Recht auf Marktteilnahme gibt, nicht jedoch einen Schutz vor Konkurrenz. Sofern der Staat daher wie eine Privatperson am Markt teilnimmt, beeinträchtigt dies die Berufsfreiheit nicht. Ein Eingriff in Art. 12 Absatz 1 GG liegt jedoch vor, wenn ein Hoheitsträger durch das Auftreten an einem Markt einen Verdrängungswettbewerb bewirkt oder mit Vorteilen am Markt antritt, die privaten Mitbewerbern nicht zugänglich sind.

### Rechtfertigung eines Eingriffs
Liegt ein hoheitlicher Eingriff vor, ist dieser rechtmäßig, wenn er verfassungsrechtlich gerechtfertigt ist. Art. 12 Absatz 1 Satz 2 GG erlaubt die Beschränkung der freien Berufswahl oder Berufsausübung durch formelles Gesetz. Da die Freiheit von Berufswahl und Berufsausübung ein einheitliches Grundrecht der Berufsfreiheit darstellt, steht Art. 12 Absatz 1 GG damit insgesamt unter einfachem Gesetzesvorbehalt. Weiterhin kann das Grundrecht aufgrund eines Gesetzes beschränkt werden. Dies erlaubt den Eingriff durch rein materielle Gesetze, die auf einer formellgesetzlichen Grundlage beruhen. Dies trifft gemäß Art. 80 GG etwa auf Rechtsverordnungen zu. Unzulässig ist demgegenüber beispielsweise ein Grundrechtseingriff allein durch Satzung.
Damit ein Gesetz in die Berufsfreiheit eingreifen oder Grundlage für entsprechende Eingriffe darstellen kann, muss es in formeller und materieller Hinsicht mit der Verfassung in Einklang stehen.
Die formelle Verfassungsmäßigkeit eines Gesetzes setzt voraus, dass es sich auf einen Kompetenztitel stützt und in einem ordnungsgemäßen Gesetzgebungsverfahren beschlossen worden ist.
Die materielle Verfassungsmäßigkeit setzt voraus, dass das Gesetz in ausreichendem Maß bestimmt ist, indem es Art und Umfang möglicher Eingriffe deutlich erkennen lässt. Weiterhin muss die Eingriffswirkung, die das Gesetz entfaltet, das Prinzip der Verhältnismäßigkeit wahren. Dies trifft zu, wenn das Gesetz einen legitimen Zweck verfolgt, sich zu dessen Förderung eignet, hierzu erforderlich ist und eine angemesse Regelung darstellt.
Legitim sind Ziele, die der Gesetzgeber billigerweise verfolgen darf. Hierzu zählen insbesondere Ziele des Gemeinwohls, etwa der Schutz der Qualität beruflicher Tätigkeit, der Verbraucherschutz und der Gesundheitsschutz. Kein legitimes Ziel stellt dagegen der Schutz eines Berufszweigs vor Konkurrenz dar. Geeignet ist eine Maßnahme, wenn sie den legitimen Zweck zumindest fördern kann. Hierbei billigt das Bundesverfassungsgericht der Rechtsprechung einen großen Beurteilungsspielraum zu, sodass sie eine Maßnahme als geeignet ansieht, wenn der Gesetzgeber diese aus nachvollziehbaren Gründen für förderlich hält. Erforderlich ist eine Maßnahme, wenn es kein milderes Mittel gibt, das zur Erreichung des Ziels gleichermaßen geeignet ist. Hieran fehlt es beispielsweise beim gesetzlichen Verbot der Übernahme von Mandanten durch einen Anwalt im Rahmen eines Sozietätenwechsels. Das pauschale Verbot war nicht erforderlich, da eine Einzelfallabwägung als milderes Mittel gleichermaßen die Mandanten hätte schützen können. Schließlich muss der Eingriff angemessen sein. Dies ist der Fall, wenn die Belastung des Grundrechtsträgers nicht außer Verhältnis zum angestrebten Eingriffszweck steht.
Diese Struktur des Verhältnismäßigkeitsprinzips ist mittlerweile in Forschung und Rechtsprechung allgemein anerkannt. Als dies noch nicht der Fall war, entwickelte das Bundesverfassungsgericht im Apotheken-Urteil eigenständige Rechtfertigungsvoraussetzungen für die Berufsfreiheit, die hinsichtlich der Schwere des Eingriffs zwischen drei Stufen unterscheiden. Diese Methodik wird als Dreistufentheorie bezeichnet. Sie wird vom Bundesverfassungsgericht regelmäßig bei Urteilen zur Berufsfreiheit angewandt, um die Rechtfertigungsvoraussetzungen eines Grundrechtseingriffs zu ermitteln:

#### 1. Stufe: Beschränkung der Berufsausübungsfreiheit
Auf der ersten Stufe verortet das Bundesverfassungsgericht Eingriffe, die sich lediglich auf die freie Berufsausübung auswirken. Hierbei handelt es sich typischerweise um die schwächste Form des Eingriffs in Art. 12 Absatz 1 GG, da sie lediglich bestimmen, wie ein Beruf auszuüben ist. Zu den Berufsausübungsregelungen zählen beispielsweise die Festsetzung von Ladenschlusszeiten durch das Ladenschlussgesetz, Vergütungsregelungen sowie Werbeverbote und -beschränkungen.
Solche Eingriffe lassen sich durch vernünftige, zweckmäßige Gründe des Gemeinwohls rechtfertigen. Dies entspricht im Wesentlichen den allgemeinen Kriterien des Verhältnismäßigkeitsprinzips. So betrachtet das Bundesverfassungsgericht beispielsweise das Ladenschlussgesetz als verfassungskonform, da es dem Schutz der Sonn- und Feiertagsruhe dient. Ebenfalls als zulässig bewertete es Vergütungsbeschränkungen zwecks Sicherung der finanziellen Stabilität der gesetzlichen Krankenversicherung.
Werbeverbote und -beschränkungen für bestimmte Berufszweige verfolgen oft die Funktion, das Vertrauen in die Seriosität des betroffenen Berufsstands sicherzustellen. Hierbei handelt es sich um einen legitimen Zweck, da zahlreiche Berufe, etwa der des Rechtsanwalts, ein besonderes Vertrauen in Anspruch nehmen. Dieses Vertrauen darf der Gesetzgeber schützen, indem er das Auftreten dieses Berufsstands am Markt reguliert. Hierzu schuf der Gesetzgeber zahlreiche Verbote für das Werben insgesamt oder zumindest für bestimmte Formen des Werbens, die das Ansehen des Berufsbilds beeinträchtigen können. Solchen Verboten setzte das Bundesverfassungsgericht durch mehrere Entscheidungen Grenzen: Hiernach seien Werbeverbote nur dann zulässig, wenn sie ein verhältnismäßiges Mittel zum Schutz des Berufsstands darstellen. Dies trifft beispielsweise auf das Verbot anwaltlicher Schockwerbung zu. Als verfassungswidrig weil nicht erforderlich bewertete das Bundesverfassungsgericht demgegenüber ein Verbot, das jede Verwendung von Werbebriefen, Verteilung von Flugblättern und Werbemitteln durch einen Apotheker außerhalb seiner Apotheke verbat. Die Rechtsprechung des Bundesverfassungsgerichts bewog den Gesetzgeber dazu, zahlreiche Werbebeschränkungen aufzuheben oder abzumildern und führte so zu einer Liberalisierung des Werberechts.
Verkaufsverbote für Alkohol zwecks Verhinderung von Alkoholmissbrauch sowie von Gefahren für die öffentliche Sicherheit betrachtet die Rechtsprechung regelmäßig als verhältnismäßige Eingriffe in die Berufsausübungsfreiheit. Entsprechendes gilt für Rauchverbote in Gaststätten. Derartige Verbote sind jedoch nicht rechtmäßig, wenn der Gesetzgeber kein schlüssiges Schutzkonzept verfolgt.

#### 2. und 3. Stufe: Beschränkung der Berufswahlfreiheit
Auf der zweiten und dritten Stufe stehen Eingriffe, die die Freiheit der Berufswahl beschneiden. Diese greifen typischerweise tiefer in die Rechte des Grundrechtsträgers ein, da sie die Wahl eines Berufs behindern können. Daher sind deren Rechtfertigungsvoraussetzungen gegenüber der ersten Stufe höher. Ob ein Eingriff auf zweiter oder dritter Stufe vorliegt, richtet sich nach dem Anknüpfungspunkt des Eingriffs.

##### Subjektive Berufszulassungsbeschränkung
Knüpft der Eingriff an Merkmale an, die in der Person des Betroffenen liegen, befindet er sich auf der zweiten Stufe. Dies trifft beispielsweise auf die Pflicht zum Erwerb bestimmter Qualifikationen zu, etwa die Voraussetzung zweier Staatsexamina zur Ausübung des Anwaltsberufs oder die Pflicht des Bestehens der Meisterprüfung zum Betreiben eines selbstständigen Handwerksbetriebs. Auch die Auswahl der Kassenärzte durch den Zulassungsausschuss der Kassenärztlichen Vereinigung stellt einen Eingriff auf zweiter Stufe dar. Ebenfalls als subjektive Berufszulassungsregelung betrachtet die Rechtsprechung berufliche Altershöchstgrenzen, etwa für Hebammen, Ärzte, Piloten oder Notare.
Solche Eingriffe lassen sich dadurch rechtfertigen, dass sie dem Schutz wichtiger Gemeinschaftsgüter dienen. Diese Anforderungen sah das Bundesverfassungsgericht beispielsweise beim Erfordernis der Meisterprüfung als erfüllt an, da diese sicherstelle, dass Handwerk sachgemäß ausgeübt wird und dass Lehrlinge gut ausgebildet werden. Allerdings äußerte es in einer jüngeren Entscheidung von 2005 Zweifel daran, ob diese Beurteilung angesichts geänderter rechtlicher und wirtschaftlicher Rahmenbedingungen noch zeitgemäß sei. Altersgrenzen bewertet das Gericht regelmäßig als zulässig, da die individuelle Leistungsfähigkeit mit zunehmendem Alter abnehme. Bei öffentlichen Ämtern komme das Interesse an einer geordneten Altersstruktur innerhalb des Berufszweigs hinzu, da lediglich eine begrenzte Anzahl an Stellen zur Verfügung stehe.

##### Objektive Berufszulassungsbeschränkung
Auf der dritten Stufe stehen Eingriffe, die an Merkmale außerhalb der Person anknüpfen. Derartige Eingriffe wiegen am schwersten, da sie der freien Wahl eines Berufs entgegenstehen können und anders als die Merkmale auf der zweiten Stufe nicht durch den Grundrechtsträger beeinflusst werden können. Daher sind Eingriffe auf der dritten Stufe nur verfassungskonform, wenn sie der Abwehr schwerwiegender Gefahren für überragend wichtige Gemeinschaftsgüter dienen.
Als überragend wichtiges Gemeinschaftsgut bewertete die Rechtsprechung beispielsweise die Volksgesundheit. Diese kann gesetzliche Bestimmungen rechtfertigen, die die Zulässigkeit der Aufnahme einer beruflichen Tätigkeit an ein öffentliches Bedürfnis hiernach knüpfen. Eine solche Bedürfnisklausel hatte beispielsweise das Apotheken-Urteil von 1958 zum Gegenstand: Das angegriffene Gesetz gestattete die Errichtung einer Apotheke nur, wenn die in deren Einzugsgebiet bereits vorhandenen Apotheken zur Versorgung der Bevölkerung mit Arzneimitteln nicht ausreichten und die Errichtung der neuen Apotheke die bestehenden Apotheken wirtschaftlich nicht wesentlich beeinträchtigte. Diese Regelung erklärte das Bundesverfassungsgericht für mit Art. 12 Absatz 1 GG unvereinbar und nichtig, da der Gesetzgeber nicht glaubhaft darstellen konnte, inwiefern die angegriffene Regelung die Volksgesundheit schützt. Umstritten ist die Rechtmäßigkeit der strengen Regulierung des Betreibens von Spielbanken. Das Bundesverfassungsgericht hält dies für grundsätzlich zulässig, da die Eindämmung der Spielsucht ein überragend wichtiges Gut sei. Einige Rechtswissenschaftler erkennen in den zahlreichen Beschränkungen demgegenüber eine unzulässige Bevormundung des Bürgers und eine unverhältnismäßige Beschränkung der Berufsfreiheit der Spielbankenbetreiber.

#### Rezeption der Dreistufenlehre
Die Dreistufenlehre wird in der Rechtswissenschaft dafür kritisiert, dass die sichere Zuordnung eines Eingriffs zu einer bestimmten Stufe in vielen Fällen nicht möglich sei. Hierdurch wirke die Einordnung von Eingriffen in dieses Schema oft beliebig. Die grundsätzliche Bewertung von Berufsausübungsbeschränkungen als vergleichsweise schwache Eingriffe in Art. 12 GG berge darüber hinaus die Gefahr, dass Gesetzgeber und Rechtsprechung die potentielle Grundrechtsbelastung, die mit solchen Eingriffen verbunden sein können, nicht hinreichend würdigen.
Das Bundesverfassungsgericht wendet die Dreistufenlehre in Entscheidungen zur Berufsfreiheit seit der Apotheken-Entscheidung regelmäßig an. Allerdings wendet es die Stufen nicht schematisch an, sondern betrachtet sie lediglich als Konkretisierung für den Regelfall. So nahm es beispielsweise an, dass die Pflicht zur Zulassung zur gesetzlichen Krankenversicherung für Ärzte eine Berufsausübungsregelung darstellt, die ihrer Intensität einer Berufszulassungsregelung entspricht. Daher maß sie sie an den Voraussetzungen der dritten Eingriffsstufe.

## Freiheit von Arbeitszwang und Zwangsarbeit
Art. 12 Absatz 2 und 3 GG gewährleisten die Freiheit von Arbeitszwang und Zwangsarbeit. Bei diesen Gewährleistungen handelt es sich trotz der Aufspaltung auf mehrere Absätze um ein einheitliches Grundrecht, das vor dem Zwang zur Arbeit schützt.
Anders als Art. 12 Absatz 1 GG ist der Kreis der Grundrechtsträger bei diesem Recht nicht beschränkt, sodass es jeder natürlichen Person zusteht. Mangels grundrechtstypischer Gefährdungslage scheiden juristische Personen allerdings als Grundrechtsträger aus. In sachlicher Hinsicht schützt das Grundrecht vor Zwängen, die zu einer Verletzung der Menschenwürde führen können: Beim Arbeitszwang handelt es sich um den Zwang zur Verrichtung einer bestimmten Arbeit. Die Zwangsarbeit stellt den Zwang dar, seine gesamte Arbeitskraft zur Verfügung zu stellen.
Als zulässige Ausnahme vom Verbot des Arbeitszwangs nennt Art. 12 Absatz 2 GG den Zwang zur Verrichtung herkömmlicher allgemeinen, für alle gleichen öffentlichen Dienstleistungspflichten. Zwangsarbeit darf gemäß Art. 12 Absatz 3 GG im Rahmen einer gerichtlich angeordneten Freiheitsentziehung auferlegt werden.

## Regelungen über Berufsfreiheit in Landesverfassungen
Nicht alle, aber einige Bundesländer haben in ihren Landesverfassungen eigene Regelungen betreffend die Berufsfreiheit getroffen. Sie enthalten anders als das Grundgesetz teilweise neben der Gewährleistung des liberalen Freiheitsrechts der Berufsfreiheit auch in Anlehnung an die Weimarer Reichsverfassung soziale Grundrechte und das Recht auf Arbeit. Die einzelnen landesverfassungsrechtlichen Regelungen zur Berufsfreiheit und zum Recht auf Arbeit haben in der Praxis eine geringe Bedeutung, namentlich, da sie als bloße Programmsätze qualifiziert werden und da die bundesverfassungsrechtliche Regelung des Art. 12 GG trotz der Parallelgeltung gemäß Art. 142 GG eindeutig dominiert.
- Die Verfassung des Landes Baden-Württemberg verweist in Artikel 2 auf die Grundrechte des Grundgesetzes der Bundesrepublik Deutschland. Diese sind damit unmittelbar geltendes Recht. So ist die Berufsfreiheit aus Art. 12 Abs. 1 GG auch in der baden-württembergischen Verfassung verankert.
- Die Verfassung des Freistaates Bayern vom 2. Dezember 1946 garantiert in Art. 151 Abs. 2 die Freiheit der selbständigen wirtschaftlichen Betätigung. Sie enthält aber auch in Anlehnung an die Weimarer Reichsverfassung soziale Grundrechte und stellt in Art. 166 BV die Arbeit als Quelle des Volkswohlstandes unter den besonderen Schutz des Staates. Nach Art. 166 Abs. 2 BV hat jedermann das Recht, sich durch Arbeit eine auskömmliche Existenz zu schaffen.
- Die Verfassung von Berlin gewährt in Artikel 17 die freie Wahl des Berufes. In Artikel 18 wird das Recht auf Arbeit proklamiert.
- Die Verfassung des Landes Brandenburg gewährt die Berufsfreiheit in Artikel 49. Darüber hinaus verlangt Artikel 48 vom Land „im Rahmen seiner Kräfte durch eine Politik der Vollbeschäftigung und Arbeitsförderung für die Verwirklichung des Rechts auf Arbeit zu sorgen“.
- Die Landesverfassung der Freien Hansestadt Bremen vom 21. Oktober 1947 spricht in Art. 8 Abs. 1 davon, dass jeder die sittliche Pflicht zu arbeiten und ein Recht auf Arbeit hat. In Abs. 2 enthält es daneben die Gewährleistung, dass jeder das Recht hat, seinen Beruf frei zu wählen.
- Die Verfassung der Freien und Hansestadt Hamburg stellt in der Präambel die Arbeitskraft unter den Schutz des Staates.
- Die Verfassung des Landes Hessen vom 1. Dezember 1946 stellt in Art. 28 Abs. 1 ebenfalls die menschliche Arbeitskraft unter den besonderen Schutze des Staates und proklamiert in Abs. 2 jedem das Recht auf Arbeit nach seinen Fähigkeiten und, unbeschadet seiner persönlichen Freiheit, die sittliche Pflicht zur Arbeit.
- Die Verfassung des Landes Mecklenburg-Vorpommern verweist in Artikel 5 (im gleichen wortlaut wie die baden-württembergische Verfassung) auf die Grundrechte des Grundgesetzes der Bundesrepublik Deutschland. Artikel 17 verlangt vom Land zur Erhaltung und Schaffung von Arbeitsplätzen beizutragen.
- Die Niedersächsische Verfassung verlangt in Artikel 6a vom Land darauf hinzuwirken, dass jeder Mensch Arbeit finden und dadurch seinen Lebensunterhalt bestreiten kann.
- Die Verfassung für das Land Nordrhein-Westfalen stellt in Artikel 24 den Schutz der Arbeitskraft über den Schutz materiellen Besitzes und gesteht jedermann ein Recht auf Arbeit zu.
- Die Verfassung für Rheinland-Pfalz verlangt in Artikel 53 die menschliche Arbeitskraft als persönliche Leistung und grundlegender Wirtschaftsfaktor gegen Ausbeutung, Betriebsgefahren und sonstige Schädigungen zu schützen. Land und Gemeinden und Gemeindeverbände wirken darauf hin, dass jeder seinen Lebensunterhalt durch frei gewählte Arbeit verdienen kann. Artikel 58 erteilt jedem Deutschen die Berechtigung in Übereinstimmung mit den Erfordernissen des Gemeinwohls seinen Beruf frei zu wählen und ihn nach Maßgabe des Gesetzes in unbehinderter Freizügigkeit auszuüben.
- Die Verfassung des Saarlandes stellt in Artikel 45 die menschliche Arbeitskraft unter den Schutz des Staates. Jeder hat nach seinen Fähigkeiten ein Recht auf Arbeit. Artikel 54 verlangt die Förderung und den Schutz des selbstständigen saarländischen Mittelstands in Industrie, Gewerbe, Handwerk und Handel – genauso wie das Genossenschaftswesen zu fördern.
- Auch die Verfassung des Freistaates Sachsen vom 26. Mai 1992 enthält neben der klassischen Gewährleistung der Berufsfreiheit in Art. 28 Abs. 1 auch die Anerkennung des Rechts eines jeden Menschen auf ein menschenwürdiges Dasein, insbesondere auf Arbeit, auf angemessenen Wohnraum, auf angemessenen Lebensunterhalt, auf soziale Sicherung und auf Bildung, als Staatsziel (Art. 7 Abs. 1).
- Die Verfassung des Landes Sachsen-Anhalt garantiert in Artikel 16 allen Deutschen die frei Wahl von Beruf, Arbeitsplatz und Ausbildungsstätte. Die Berufsausübung kann durch Gesetz oder auf Grund eines Gesetzes geregelt werden.
- Verfassung des Landes Schleswig-Holstein verweist in Artikel 3 (im gleichen Wortlaut wie die baden-württembergische Verfassung) auf die Grundrechte des Grundgesetzes der Bundesrepublik Deutschland.
- Die Verfassung des Freistaats Thüringen gewährt jedem Bürger in Artikel 35 die freie Wahl von Beruf, Arbeitsplatz und Ausbildungsstätte. Die Berufswahl, die Berufsausübung sowie die Berufsausbildung können auf Grund eines Gesetzes geregelt werden.

## Europarecht
Im Europarecht bestehen mehrere Regelungen, die einen thematischen Bezug zur Berufsfreiheit aufweisen und auf unterschiedliche Weise auf die deutsche Rechtsordnung einwirken.
Die Europäische Menschenrechtskonvention (EMRK) enthält ein Verbot von Sklaverei und Zwangsarbeit, jedoch keine Garantie der Berufsfreiheit. Der Europäische Gerichtshof für Menschenrechte betrachtet Aspekte, die von Art. 12 Absatz 1 GG geschützt werden, als Bestandteile des Privatlebens und schützt sie daher durch Art. 8 EMRK. Die EMRK und die Rechtsprechung des EGMR wirken nach der Rechtsprechung des Bundesverfassungsgerichts mittelbar auf die deutsche Rechtsordnung ein, indem sie deren Auslegung beeinflussen.
Regelungen, die mit Art. 12 GG vergleichbar sind, finden sich in Art. 15 und Art. 16 der Charta der Grundrechte der Europäischen Union (GRC), die gemäß Art. 6 des Vertrags über die Europäische Union Bestandteil des europäischen Primärrechts ist. Art. 15 Absatz 1 GRC gewährleistet das Recht, zu arbeiten und einen frei gewählten oder angenommenen Beruf auszuüben. Über die Gewährleistung der grundgesetzlichen Berufsfreiheit hinaus findet sich zudem in Art. 15 Absatz 3 GRC ein Anspruch für Staatsangehörige von Drittstaaten auf Arbeitsbedingungen, die denen der Unionsbürger entsprechen. In Art. 16 GRC gewährleistet die Charta die unternehmerische Freiheit, die nach dem Unionsrecht und den einzelstaatlichen Rechtsvorschriften und Gepflogenheiten anerkannt wird.
Im Unionsrecht gibt es abgesehen von der GRC keinen geschriebenen Grundrechtskatalog. Um Aspekte der Berufsfreiheit zu schützen, entwickelte der Europäische Gerichtshof (EuGH) ein solches Recht auf Basis der gemeinsamen Verfassungstradition der Mitgliedstaaten. Diesbezüglich stellte er 1974 fest, dass die Verfassungsordnung aller Mitgliedstaaten in ähnlicher Weise die Freiheit der Arbeit, des Handels und anderer Berufstätigkeiten gewährleistet. In der weiteren Rechtsprechung zeigte sich, dass der EuGH die freie Berufsausübung synonym mit der wirtschaftlichen Betätigungsfreiheit gebraucht, er also anders als die herrschende Meinung in Deutschland die Berufsfreiheit nicht von einem persönlichkeitsbezogenen Bild des Berufes her interpretiert, sondern marktbezogen argumentiert. Die Berufsfreiheit wird vom EuGH insofern denkbar weit verstanden und als wirtschaftliche Freiheit interpretiert. Auch das Eingriffsverständnis des EuGH ist vergleichsweise weit: als Eingriff bewertete er beispielsweise ein artenschutzrechtliches Verbot, bestimmte Netze zum Fischfang mitzuführen. Dieses weite Verständnis führt dazu, dass nahezu jede marktbezogene Regelung einen Eingriff in die Berufsausübungsfreiheit darstellen kann. Allerdings sieht der EuGH zahlreiche Rechtfertigungsmöglichkeiten für einen Eingriff vor. So kann ein Eingriff dadurch gerechtfertigt werden, dass er den Gemeinwohlzielen der Union entspricht und die Freiheit des Berufs nicht in ihrem Wesensgehalt antastet. Als Gemeinwohlziele versteht der EuGH beispielsweise die Verwirklichung des Binnenmarktes, den Schutz der Urheberrechte, den Gesundheits-, Verbraucher- sowie den Umweltschutz.
Aspekte der Berufsfreiheit werden ferner durch die Grundfreiheiten des AEUV geschützt. Hierzu zählen die Arbeitnehmerfreizügigkeit (Art. 45 AEUV), die in den Art. 49 bis Art. 55 AEUV geschützte Niederlassungsfreiheit sowie die in den Art. 56 bis Art. 62 AEUV geregelte Dienstleistungsfreiheit. Hierbei handelt es sich um Gleichheitsrechte, die die Ungleichbehandlung von inländischen Bürgern und EU-Ausländern in der Regel verbieten. Diese Rechte dienen der Verwirklichung des europäischen Binnenmarkts, weswegen sie in einem engen Zusammenhang zu berufsbezogenen Regelungen stehen. So urteilte der EuGH beispielsweise über die Pflichtmitgliedschaft in Kammern und über die Vorgabe, dass nur Deutsche Apotheken betreiben dürfen.